# Zgodovinski center Sighișoare
Zgodovinski center Sighișoare (Cetatea Sighișoara) je staro zgodovinsko središče mesta Sighișoara (nemško Schäßburg, madžarsko Segesvár) v Romuniji, ki so ga v 12. stoletju zgradili saški kolonisti pod latinskim imenom Castrum Sex. To je naseljena srednjeveška citadela, ki je bila leta 1999 vpisana na Unescov seznam svetovne dediščine Unesca, saj je 850 let star dokaz o zgodovini in kulturi transilvanskih Sasov.
Rojstni kraj Vlada III. (romunsko Vlad Ṭepeș) vsako leto gosti srednjeveški festival, na katerem se umetnost in obrt združujeta z rok glasbo in odrskimi predstavami. Mesto predstavlja zgornjo mejo dežele Saške. V komunizmu je bilo to nemško območje ohranjeno in prvotna arhitektura še vedno stoji.

## Zgodovina
Citadela stoji ob južnem bregu reke Târnava Mare na dolžini 850 m na dveh terasah: spodnja terasa je na nadmorski višini 350 m (približno 30 m nad mestom) in zgornja terasa, šola na hribu, na nadmorski višini 429 m (49 m nad spodnjo teraso). 
Prebivalstvo se je naselilo okoli cerkve dominikanskega samostana, katerega gradnja se je začela konec 12. stoletja. Poleg samostanske cerkve je bila tu tudi prva šola v Sighișoari (omenjena v dokumentu leta 1522).
Velika šola (schola maioris – 'glavna šola') je začela delovati leta 1607 poleg cerkve na hribu (Bergkirche ali Biserica din Deal), zgodovinskega in arhitekturnega spomenika 14. stoletja. Leta 1619 je delovala šola na hribu (Școlii din Deal). Pokrito stopnišče s 300 stopnicami je bilo zgrajeno leta 1642.

## Opis
Citadela je obkrožena z obzidjem, dolgim 930 m, katerega začetna višina je bila okoli 4 m. Kasneje je bila višina povečana, ponekod do 14 m. Obzidje je bilo zgrajeno med 14. in 17. stoletjem  kot zaščita pred turškimi napadi. Obzidje je imelo 14 stolpov, od katerih je 9 ohranjenih. Stolpi so bili sedeži različnih obrtnih združenj.
- Stolpna ura (Turnul cu Ceas) – znamenitost mesta je 64 m visok stolp, zgrajen v 13. stoletju. Danes je v njem muzej zgodovine;
- Kovinarski stolp (Turnul Cositorarilor) (višina 25 m, štiri nadstropja);
- Mesarski stolp (Turnul Măcelarilor) – šestkoten;
- Čevljarski stolp (Turnul Cizmarilor) (označuje severni konec mestnega obzidja, je iz leta 1521, okrepljen leta 1603, delno uničen leta 1606, obnovljen leta 1650, zgorel leta 1676, obnovljen leta 1681;
- Krojaški stolp (Turnul Croitorilor) (na nasprotni strani stolpne ure, mestna vrata, ima dve nadstropji; ogenj ga je uničil leta 1676, rekonstruiran);
- Krznarski stolp (Turnul Cojocarilor) (uničen v ognju leta 1676, vendar je bil obnovljen, ima 4 nadstropja);
- Kovaški stolp (Turnul Fierarilor) (zgrajen leta 1631 na temeljih starega Brivskega stolpa, uničen v ognju leta 1676, vendar je bil obnovljen);
- Vrvarski stolp (Turnul Frânghierilor) (stoji na planoti šole na hribu, obnovljen v 19. stoletju, danes je dom skrbnika evangeličanskega pokopališča na hribu);
- Strojarski stolp (Turnul Tăbăcarilor) (eden najstarejših);
- Tkalski stolp (porušen je bil leta 1858, kamni so se uporabljali za tlakovanje citadele);
- Zlatarski stolp (zaradi strele pogorel leta 1809, bil porušen leta 1863, ko so zgradili šolsko telovadnico; med letoma 1935 in 1936 je bila spremenjena v pokopališko kapelo);
- ključarji in drvarji so bili nameščeni med stolpom čevljarjev in kovačev;
- Ribiški stolp (Turnul pescarilor) je bil nekoč na obali Târnavei, daleč nad trdnjavo, kjer je bil mlin. V muzeju je njegov model.

## Galerija
- Čevljarski stolp
- Krojaški stolp
- Kovinarski stolp
- Kovaški stolp
- Strojarski stolp
- Cerkev na hribu